# Loqueffret
Loqueffret település Franciaországban, Finistère megyében. Lakosainak száma 338 fő (2022. január 1.). Loqueffret Brasparts, Brennilis, Lannédern, Plonévez-du-Faou és Plouyé községekkel határos.

## Népesség
A település népességének változása:
| Lakosok száma | 692  | 482  | 428  | 406  | 382  | 358  | 359  | 348  | 343  | 338  |
|               | 1968 | 1982 | 1990 | 2006 | 2013 | 2015 | 2017 | 2019 | 2020 | 2022 |